# Johansmastins
De Johansmastins was een stins in de stad Sneek.
Over de ligging van de stins is vrij weinig bekend. Enkele geschiedschrijvers gooien het er op dat de stins in de nabijheid van Goënga lag. Zij baseren dit op het feit dat het pand wordt genoemd in een geschil tussen Rienck Bockema en het Johannieterklooster. Hierbij zou het heerschap van Goënga, Feicke Sickinga, namens Bockema gesproken hebben.
Anderen, waaronder A. Jager (1991), noemt de binnenstad van Sneek als locatie. Specifiek zou het hier gaan om het steenhuis dat tegenwoordig onderdeel is van de Waltastins.
Wel is zeker dat het gebouw een zogenaamde donjon-toren was.